# Matthew Edgar
Matthew Edgar (Doncaster, 28 augustus 1986) is een Engelse darter die de toernooien van de WDF speelt. Hij heeft meerdere malen zijn tourkaart bij de PDC gewonnen en weer verloren. In 2020 kwam hij de top 64 van de PDC Order of Merit binnen, waardoor hij zijn tourkaart behield voor dat jaar. Hij heeft driemaal meegedaan aan het PDC WK.
In april 2023 won Edgar bij werelddartbond World Darts Federation de Iceland Darts Masters. In Reykjavik was hij in de finale met 5-3 te sterk voor de Zweed Björn Lejon. In 2023 haalde hij bij de WDF ook de finale van de Open Antwerpen maar verloor daarin met 2-5 van Wesley Plaisier. In de finale van de FCD Anniversary Open verloor Edgar in datzelfde jaar met 1-5 van Jelle Klaasen.
In september 2023 pakte Edgar zijn tweede WDF-titel van dat jaar: hij won de Slovenia Open door in de finale met 6-4 te winnen van Hannes Schnier.

## YouTube
Edgar is erg actief op sociale media, waaronder YouTube. Hier plaatst hij regelmatig video's over darts. Dit kan over van alles gaan. 

## Commentator
Sinds 2022 geeft Edgar ook regelmatig commentaar bij darttoernooien, zoals bij de World Seniors Tour en de Modus Super Series.

## Resultaten op Wereldkampioenschappen

### PDC
- 2019: Laatste 96 (verloren van Darius Labanauskas met 1–3)
- 2020: Laatste 96 (verloren van Darius Labanauskas met 0–3)
- 2021: Laatste 64 (verloren van Mensur Suljović met 1-3)

### WDF

#### World Championship
- 2024: Laatste 48 (verloren van Jarno Bottenberg met 0-2)